# Chemin de Firmis
Le chemin de Firmis (en occitan : camin de Firmis) est une voie de Toulouse, chef-lieu de la région Occitanie, dans le Midi de la France.

## Situation et accès

### Description
Le chemin de Firmis est une voie publique. Il relie les quartiers de la Terrasse et du Château-de-l'Hers.
Il correspond à l'ancien chemin vicinal no 70, dit « de Firmis ».
La chaussée compte une seule voie de circulation automobile en sens unique. Elle appartient à une zone 30 et la vitesse y est limitée à 30 km/h. Il n'existe pas d'aménagement cyclable.

### Voies rencontrées
Le chemin de Firmis rencontre les voies suivantes, dans l'ordre des numéros croissants (« g » indique que la rue se situe à gauche, « d » à droite) :
1. Avenue Jean-Gonord - accès piéton
2. Rue Tavernier (g)
3. Rue Jean-Lurçat (g)
4. Rue Adrienne-Bolland (d)
5. Chemin de Limayrac (d)
6. Rue de Martini - accès piéton (g)
7. Chemin de la Terrasse

## Odonymie
Le chemin de Firmis porte le nom de la famille Balsac de Firmy, une famille de parlementaires toulousains originaires du Rouergue. Le premier de ce nom qui est connu est André-Joseph Balsac, baron de Firmy et conseiller au parlement en 1727. Son fils, Jean-Jacques Balsac de Firmy (1734-1794) est également conseiller au parlement. En 1794, pendant la Révolution française, il est arrêté comme suspect et enfermé à la prison de la Visitation (emplacement de l'actuel no 41 rue Charles-de-Rémusat). Il est par la suite jugé à Paris et guillotiné le 20 mai 1794. 

## Patrimoine et lieux d'intérêt

### Ferme de Martini
- no 142 : maison (XVIIIe siècle)[3].
- no 150 : ferme (XIXe siècle)[4].

### Bois de Limayrac
Le bois de Limayrac est un vaste parc de 59 765 m2, qui s'étend entre le chemin de Firmis, au sud, et l'allée de Limayrac, au nord.